# Československo
Československo (v některých obdobích Česko-Slovensko) byl stát ve střední Evropě, který existoval v letech 1918–1992, s výjimkou období druhé světové války (1939–1945), kdy však měl svoji exilovou vládu v zahraničí. Země zahrnovala území Čech, Moravy, českého Slezska, Slovenska a do roku 1939 i Podkarpatské Rusi.
Československý stát vznikl 28. října 1918, kdy vyhlásil nezávislost na Rakousku-Uhersku. Následné meziválečné období je označováno jako první republika, výraznou politickou osobností této doby byl první československý prezident Tomáš Garrigue Masaryk. Po mnichovské dohodě v roce 1938 se pohraniční Sudety staly součástí Německa a země přišla i o další území ve prospěch Maďarska a Polska. V březnu 1939 vyhlásilo svou nezávislost Slovensko a Podkarpatská Rus byla obsazena Maďarskem. Na zbytku českých zemí byl vyhlášen Protektorát Čechy a Morava, formálně autonomní část nacistického Německa. Po vypuknutí druhé světové války sestavil v říjnu 1939 bývalý československý prezident Edvard Beneš exilovou vládu, která byla posléze uznána spojenci.
Po druhé světové válce byl československý stát v roce 1945 obnoven v hranicích, které měl před rokem 1938, s výjimkou Podkarpatské Rusi, která se stala součástí Sovětského svazu. V letech 1948 až 1989 bylo Československo součástí východního bloku s řízenou ekonomikou, vládla zde komunistická strana. Země byla od roku 1949 součástí ekonomické Rady vzájemné hospodářské pomoci a od roku 1955 vojenské Varšavské smlouvy. Politickou liberalizaci v roce 1968 (pražské jaro) násilně ukončila v srpnu 1968 invaze vojsk Varšavské smlouvy pod vedením Sovětského svazu. Následovala doba tzv. normalizace, která byla zakončena v listopadu 1989 pokojnou sametovou revolucí, jež se uskutečnila v období pádu komunismu ve střední a východní Evropě. Po sesazení vlády komunistické strany se Československo stalo demokratickým státem, v čele s prezidentem Václavem Havlem. Zaniklo 31. prosince 1992 rozdělením na suverénní státy, Česko a Slovensko.

## Název
- 1918–1938: Československá republika (zkráceně ČSR), nebo Československo, před formalizací názvu v roce 1920, známé také jako Česko-Slovensko nebo Česko-Slovenský stát.[1]
- 1938–1939: Česko-Slovenská republika nebo Česko-Slovensko
- 1945–1960: Československá republika (ČSR) nebo Československo
- 1960–1989: Československá socialistická republika (ČSSR) nebo Československo
- 1990–1992: Česká a Slovenská Federativní Republika (ČSFR) nebo Československo

Oficiální název státu procházel vývojem dle toho, jak se měnilo jeho politické zřízení. Oficiální název v letech 1918 až 1920 byl Republika Československá (RČS) nebo Česko-Slovenský stát. V letech 1920 až 1938 se používal název Československá republika (ČSR). Ještě během dvacátých let se ale běžně objevovalo i označení Československý stát. Za druhé republiky (1938–1939) byl používán název Česko-Slovenská republika (pod vlivem sílící ľuďácké autonomie podporované Německem).

Československá vlajka do roku 1920

Po válce bylo opět užíváno názvu Československá republika až do roku 1960. V roce 1960 byl v souladu s ideologii vládnoucí Komunistické strany Československa název státu změněn na Československá socialistická republika (ČSSR). V preambuli ústavy se nový název zdůvodňoval vítězstvím socialismu v zemi, po němž měl následovat přechod ke konečnému stádiu dějin – komunismu. Spolu s názvem byl změněn také státní znak.
Po pádu režimu v roce 1989 byl název státu změněn na Československá federativní republika (ČSFR) v češtině a Česko-slovenská federatívna republika (ČSFR) ve slovenštině. Po vleklých sporech byl nakonec schválen název (z hlediska pravopisných pravidel nesprávný) Česká a Slovenská Federativní Republika (ČSFR) v češtině a Česká a Slovenská Federatívna Republika (ČSFR) ve slovenštině, který se používal až do zániku státu 31. prosince 1992.
Zeměpisný název státu zněl Česko-Slovensko (v letech 1918–1920 a 1938–1939), Československo (v letech 1920–1938 a 1945–1990) a nakonec v letech 1990–1992 Československo v češtině a Česko-Slovensko ve slovenštině. ČSFR měla v letech 1990–1992 dvě zeměpisná jména i při překladech do cizích jazyků: bez spojovníku v překladech z češtiny (např. anglicky Czechoslovakia, francouzsky Tchécoslovaquie, německy Tschechoslowakei, atd.) a se spojovníkem v překladech ze slovenštiny (např. anglicky Czecho-Slovakia, francouzsky Tchéco-Slovaquie, německy Tschecho-Slowakei, atd.).
Podle současných Pravidel slovenského pravopisu má být krátký název psán se spojovníkem jako Česko-Slovensko (adjektivum česko-slovenský), byť je to s dobovými dokumenty v rozporu. Slovník současného slovenského jazyka z roku 2006 udává oba tvary právě v historickém kontextu, pojem Československo připouští i internetová jazyková poradna Jazykovedného ústavu Ľudovíta Štúra.

## Historie

### Vznik

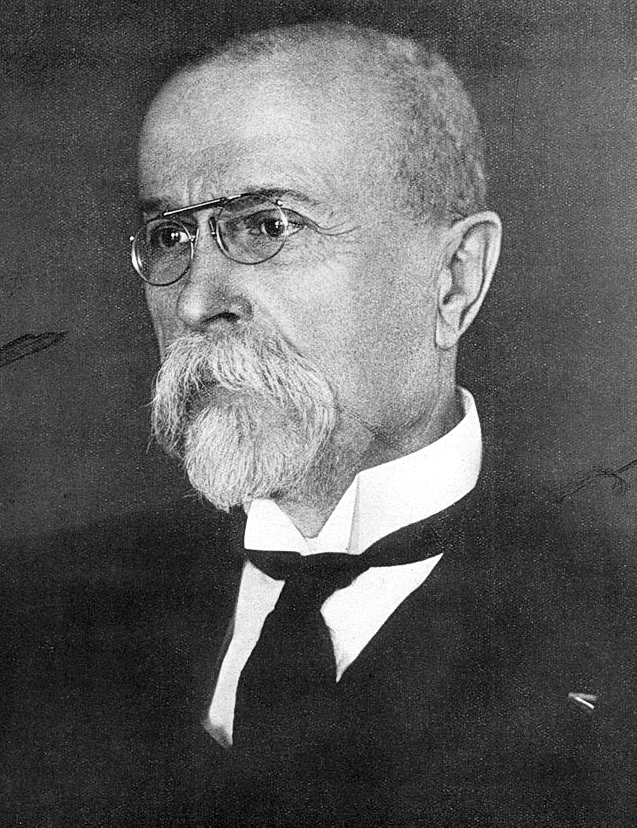
Tomáš Garrigue Masaryk, zakladatel a první prezident

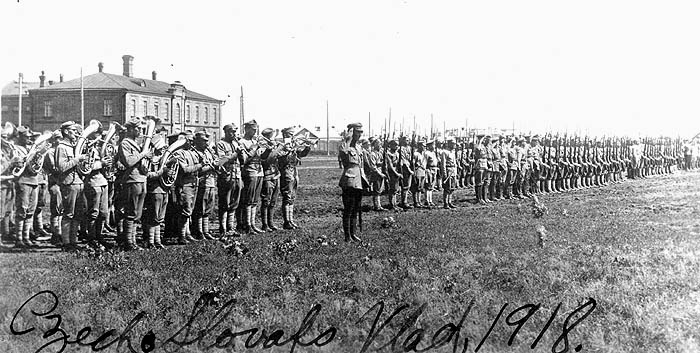
Československé jednotky ve Vladivostoku (1918)

Vznik Československa byl proces, který vedl k ustavení samostatného československého státu na části území Rakousko-Uherské monarchie, která se po první světové válce rozpadla. Československo bylo vyhlášeno 28. října 1918. Jeho hranice byly vymezeny mírovými smlouvami a z nich vycházejícími rozhodnutími v rámci versailleského mírového systému.

### První republika 1918–1938

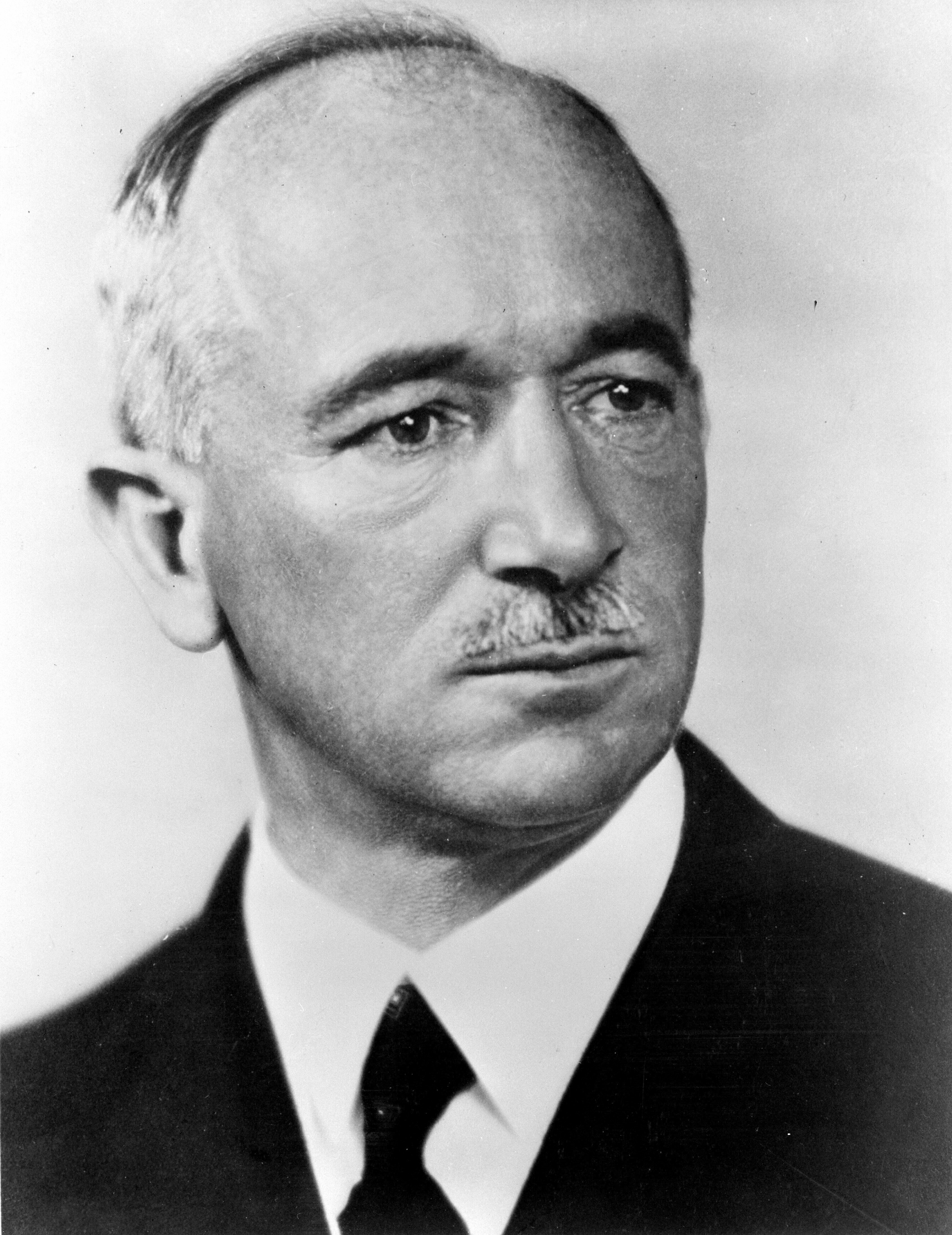
Edvard Beneš

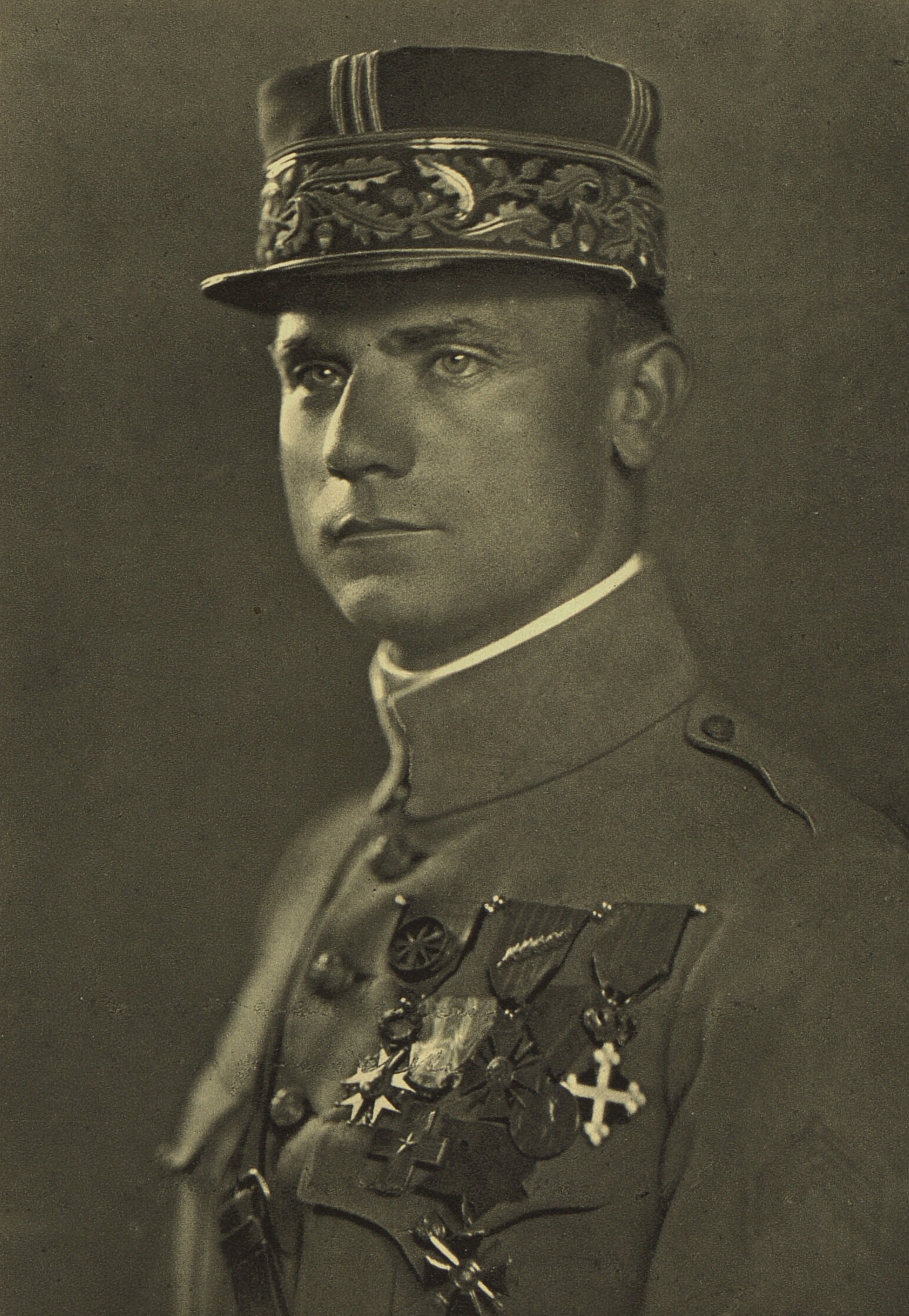
Milan Rastislav Štefánik

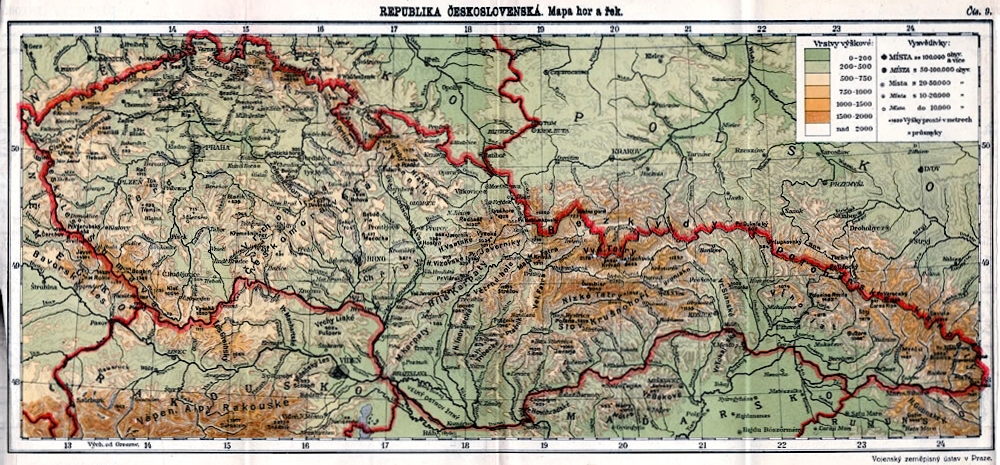
Zeměpisná mapa Československa v letech 1920–1938

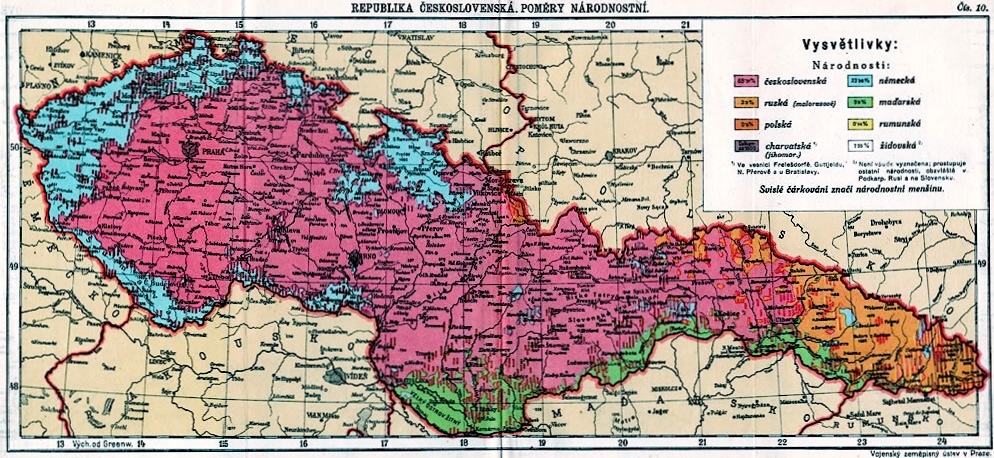
Mapa národů první československé republiky podle sčítání lidu v roce 1930

Původní koncepci nově vzniklého Československa nastínil na mírové konferenci v Paříži Edvard Beneš, který předložil státníkům celou řadu memorand. Jedním z takto předložených dokumentů byla Nóta o národnostním režimu v Česko-Slovenské republice, v níž Beneš přislíbil, že nově vzniklá Československá republika „zamýšlí vybudovat organizaci státu na přijetí národních práv a zásad uplatňovaných v ústavě Švýcarské republiky“. Dále bylo v nótě uvedeno například to, že oficiálním jazykem v Československu bude čeština a rovnoprávným jazykem s češtinou bude němčina a že veřejné úřady budou otevřeny všem národnostem obývajícím území republiky. Po vytvoření Československa však převážila myšlenka na jednotný, demokratický, centralistický „národní stát“ založený na, do značné míry umělé, ideji čechoslovakismu, příkladem a garantem se stala Francie.
Státotvorným národem byl prohlášen národ československý a státním jazykem se stal jazyk československý (v podobě češtiny a slovenštiny). Češi a Slováci byli vnímáni jako dvě větve jednoho politického národa, který populačně dominoval meziválečnému Československu. Jako samostatný národ byli Slováci po Češích a Němcích až třetí nejpočetnější. Samotní Češi s podílem 54 % tvořili v mnohonárodnostním státě většinu. Na území Československa se hovořilo více než půl tuctem jazyků – česky, německy, slovensky, maďarsky, polsky, rusínsky a dalšími nářečími ukrajinštiny. Mezi další jazyky patřily jidiš, rómština, rumunština a jejich nářečí (zejména v příhraničí s Rumunskem). V článku 86 Versailleské smlouvy se Československo zavázalo přijmout v budoucnosti případná opatření, která by vítězné mocnosti udělaly k ochraně menšin na československém území.
Ústava Československa byla schválena 2. března 1920, jako první ústavní listina nových evropských států. Prvním československým prezidentem se stal 14. listopadu 1918 Tomáš Garrigue Masaryk (opětovně zvolen v květnu v letech 1920, 1927, 1934), po jeho abdikaci 14. prosince v roce 1935 ho vystřídal Edvard Beneš. Nový stát uzavřel řadu spojeneckých smluv – s Jugoslávií (1920), s Rumunskem (1921, paktům mezi Československem, Jugoslávií a Rumunskem se začalo říkat Malá dohoda), s Francií (1924) a se Sovětským svazem (1935). Prvorepublikové Československo bylo někdy přezdíváno jako „ostrov demokracie ve střední Evropě“.
Do poměrů Československa jako státu s vysokou životní úrovní, projevující se také výstavbou vilových čtvrtí většiny měst nebo Velkého strahovského stadionu (1926) či zimního stadionu na Štvanici, vážně zasáhla celosvětová hospodářská krize první poloviny třicátých let. V roce 1933 bylo v Československu téměř 1 000 000 nezaměstnaných. Krizí bylo nejvíce postiženo české pohraničí obývané převážně českými Němci, kde se nacházel především nejpostiženější spotřební průmysl. Nezaměstnanost zde byla několikanásobně vyšší než v českém, více zemědělském vnitrozemí. Tzv. Sudetští Němci již od 19. století požadovali vytvoření oddělených jazykových území s vlastní správou, což zakladatelé Československa v reakci na pokus o secesi německojazyčných území při tvorbě nového státu odmítli. Nesplnění Benešova příslibu národnostní organizace státu obdobné švýcarské mělo za důsledek i nedostatek německé spolupráce při tvorbě státu. Vážným zásahem do vývoje situace v ČSR byl nástup Adolfa Hitlera k moci v sousedním Německu, který se stal podnětem pro vznik Sudetoněmecké strany. Ta vyvolávala v českém pohraničí protičeské nálady, v čemž jí pomáhala i přílišná pasivita československé vlády v řešení problémů důsledků hospodářské krize, a kladla československým oficiálním orgánům požadavky dle zadání A. Hitlera. Zcela v souladu s rostoucími vlivy nacionalistických hnutí a tendencí té doby začala usilovat o svoji národní identitu také českými učiteli odchovaná mladá slovenská inteligence nevida rozdíl mezi státními úředníky dosazenými Prahou na místa uherských úředníků (viz Hlinkova slovenská ľudová strana). Od roku 1937 (po skonu T. G. Masaryka 14. září 1937) se situace začala dramaticky radikalizovat, což vyvrcholilo protičeským pučem v září 1938.
| Dobová tabulka národností v RČS k roku 1921 | Dobová tabulka národností v RČS k roku 1921 | Dobová tabulka národností v RČS k roku 1921 |
| obyvatelstvo celkem                         | 13 607 385                                  | 13 607 385                                  |
| ------------------------------------------- | ------------------------------------------- | ------------------------------------------- |
| Čechoslováci                                | 8 759 701                                   | 64,37 %                                     |
| Němci                                       | 3 123 305                                   | 22,95 %                                     |
| Maďaři                                      | 744 621                                     | 5,47 %                                      |
| Rusíni                                      | 461 449                                     | 3,39 %                                      |
| Židé                                        | 180 534                                     | 1,33 %                                      |
| Poláci                                      | 75 852                                      | 0,56 %                                      |
| jiní                                        | 23 139                                      | 0,17 %                                      |
| cizinci                                     | 238 784                                     | 1,75 %                                      |

| Dobová tabulka národností v RČS k roku 1930 | Dobová tabulka národností v RČS k roku 1930 | Dobová tabulka národností v RČS k roku 1930 |
| obyvatelstvo celkem                         | 14 729 536                                  | 14 729 536                                  |
| ------------------------------------------- | ------------------------------------------- | ------------------------------------------- |
| Čechoslováci                                | 9 688 770                                   | 65,78 %                                     |
| Němci                                       | 3 231 688                                   | 21,94 %                                     |
| Maďaři                                      | 691 923                                     | 4,70 %                                      |
| Rusíni                                      | 549 169                                     | 3,73 %                                      |
| Židé                                        | 186 642                                     | 1,27 %                                      |
| Poláci                                      | 81 737                                      | 0,55 %                                      |
| jiní                                        | 49 636                                      | 0,34 %                                      |
| cizinci                                     | 249 971                                     | 1,70 %                                      |

### Druhá republika a Protektorát Čechy a Morava, 1938–1945

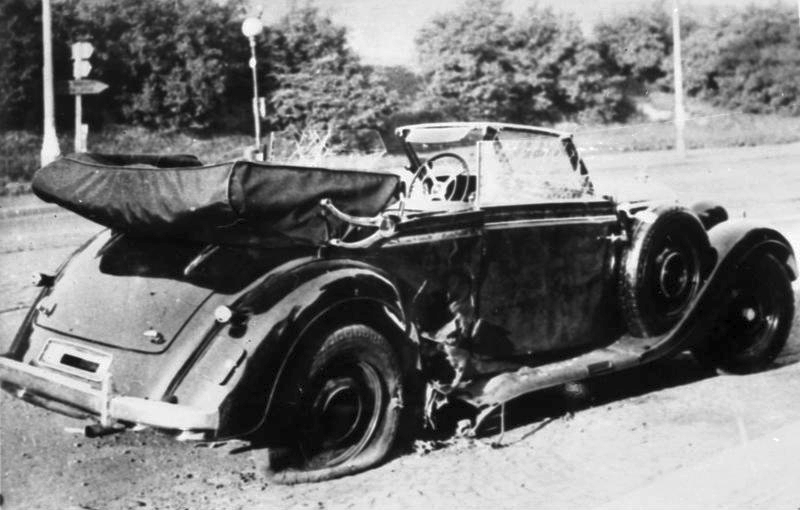
Vůz říšského protektora Heydricha po atentátu

Druhá republika (1938–1939)

Když byla československá politická reprezentace přinucena přijmout Mnichovskou dohodu podepsanou 29. září 1938, byl to konec předválečné První republiky. Němci osídlené Sudety byly o den později, 30. září 1938, postoupeny Třetí říši a východní část československého Těšínska (kde se 35 % obyvatel hlásilo k polské a 56 % obyvatel k české národnosti) Polsku. Následně byla po První vídeňské arbitráži Maďarsku odstoupena národnostně smíšená území na jihu Slovenska a Podkarpatské Rusi. Z Československa zatím odcházela první vlna emigrace – nejen lidé politicky angažovaní, ale zejména Židé, kterým Adolf Hitler otevřeně vyhrožoval likvidací. Mnozí tzv. „rasově nečistí“, kteří zůstali, zejména Židé, Romové, tělesně nebo mentálně hendikepovaní, jakož i političtí oponenti nacistického režimu, později zahynuli v koncentračních táborech nebo byli nacisty zadrženi a následně zavražděni.
Jako náhradu za ztráty, které Československo utrpělo vlivem uzavření Mnichovské dohody a k překonání hospodářských těžkostí spojených s odstoupením Sudet nacistickému Německu, poskytla Velká Británie Československu tzv. mnichovský úvěr. Okleštěné Československo však existovalo jen krátce, neboť 14. března 1939 pod tlakem Hitlera Slovensko vyhlásilo samostatnost a jako Slovenská republika se stalo satelitem hitlerovského Německa. Zbylé území českých zemí bylo 15. března 1939 obsazeno nacistickými vojsky. O den později byl vyhlášen Protektorát Čechy a Morava.
Dne 17. října 1939 vznikl v Paříži Československý národní výbor v čele s Edvardem Benešem, který se stal reprezentantem československé emigrace. Beneš se snažil, aby demokratické státy anulovaly Mnichovskou dohodu. Po pádu Francie se přesunul do Londýna, kde vznikla československá exilová vláda. V čele exilové vlády stál prezident, jímž byl Edvard Beneš, předsedou vlády byl Jan Šrámek, dále byla zřízena státní rada, ve funkci parlamentu. Tyto orgány byly již v roce 1940 uznány prozatímně, roku 1942 hlavními velmocemi definitivně, přičemž byly odvolány podpisy Francie a Velké Británie pod Mnichovskou dohodou.
Po německé okupaci Čech, Moravy a Slezska vznikla v Polsku z uprchlíků (většinou příslušníků bývalé československé armády) Legie Čechů a Slováků, která se zúčastnila po boku polské armády bojů s německou a slovenskou armádou během invaze do Polska. Po porážce Polska většina vojáků Legie musela přejít na území, které okupoval SSSR, skončili pak v sovětské internaci, kde se stali zárodkem budoucího 1. československého armádního sboru. Vznikla též 1. československá pěší divize ve Francii (francouzsky 1re division d'infanterie tchécoslovaque en France), která zasáhla do bojů o Francii. Po skončení bitvy o Francii byly zbytky československých jednotek evakuovány do Británie, kde se staly základem 1. československé smíšené brigády. V roce 1944 pak vznikla Československá samostatná obrněná brigáda. V roce 1940 vznikl v Palestině Československý pěší prapor 11 - Východní. V rámci Royal Air Force pak vznikly československé perutě. Kromě toho českoslovenští vojáci sloužili i v britských a jedné polské peruti.
Další centrum protiněmeckého odboje sídlilo v Moskvě a vedli ho komunisté Klement Gottwald a Rudolf Slánský. Po dohodě mezi exilovou vládou a vedením SSSR se na jeho území začaly od podzimu 1941 organizovat řádné československé vojenské jednotky pod vedením Ludvíka Svobody – tomu se tam podařilo zorganizovat největší československou vojenskou jednotku v zahraničí, která působila na frontách druhé světové války nejdéle ze všech jednotek našeho zahraničního vojska.

Zábor československého území a proněmecký Slovenský štát

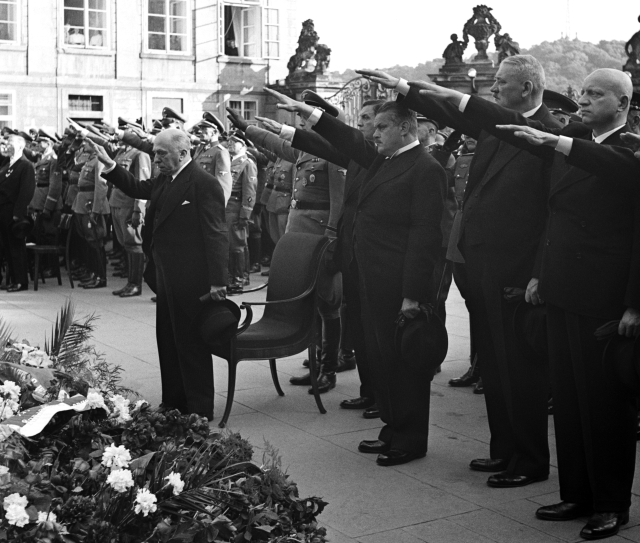
Emil Hácha, Emanuel Moravec a další členové protektorátní vlády v červnu 1942

Na domácí půdě se do boje proti nacistické okupaci zapojily tisíce občanů. Nekomunistickou odbojovou činnost koordinovaly například organizace Obrana národa, Petiční výbor Věrni zůstaneme a Politické ústředí, které v roce 1940 založily Ústřední vedení odboje domácího (ÚVOD). O rok později vznikl Ústřední národní revoluční výbor coby orgán společného komunistického a nekomunistického odboje. Nástupem zastupujícího říšského protektora Reinharda Heydricha však došlo k výraznému zostření situace v Protektorátu, velkou část odboje se podařilo nacistům zlikvidovat a začalo být krutě postihováno vše, co by mohlo být považováno za činnost „proti Říši“. Další tisíce lidí byly odesílány do koncentračních táborů. V reakci na to se podařilo v rámci Operace Anthropoid zorganizovat výsadek československých vojáků, kteří dne 27. května 1942 provedli úspěšný atentát na zastupujícího říšského protektora Reinharda Heydricha. Ten zemřel o osm dní později a stal se tak vůbec nejvýše postaveným nacistickým politikem, který byl během války zabit ve spolupráci se silami protinacistického odboje. Nacisté následně rozpoutali vlnu represí, z nichž nejvýraznějšími bylo vypálení vesnice Lidice a osady Ležáky včetně likvidace většiny jejich obyvatel – v důsledku toho však vlády Velké Británie a Francie uznaly mnichovskou dohodu za neplatnou od samého počátku a tím plně legalizovaly jak zahraniční československou vládu, tak jakýkoliv odboj.
Osvobozování československého území od nacismu začalo koncem srpna 1944 v rámci bojů na východní frontě. V důsledku rychlého postupu sovětských vojsk se 29. srpna 1944 představitelé Wehrmachtu rozhodli obsadit území Slovenské republiky. Tento krok vyvolal na středním Slovensku protifašistické povstání, které mělo za cíl zamezit obsazení slovenského území a pomoci tak postupu sovětské Rudé armády. V důsledku zdržení sovětské ofenzivy bylo povstání tvrdě potlačeno a celé slovenské území bylo obsazeno německou armádou. Povstalci se tak museli uchýlit k metodám partyzánského boje.
1. května 1945 vypuklo povstání v Přerově a v následujících dnech se rozšířilo v různých formách na desítky dalších míst. 5. května 1945 propuklo povstání také v Praze a zachvátilo většinu území Protektorátu (Květnové povstání českého lidu). Cílem bylo co nejrychlejší osvobození českého území z německé nadvlády a minimalizace dalších válečných škod, zejména v oblasti průmyslu. Praze pomohla ROA generála Vlasova, když Americká armáda přítomná od 6. května 1945 v Plzni musela zastavit po překročení demarkační čáry v Rokycanech. Do Prahy v tyto dny dorazil pouze americký průzkumný oddíl. Po krutých bojích v Nuslích a na Pankráci byl v Praze 8. května již v podstatě klid. Následující den 9. května 1945 byla Praha osvobozena vojsky Rudé armády, čímž de facto skončila druhá světová válka v Evropě.

### Třetí republika 1945–1948

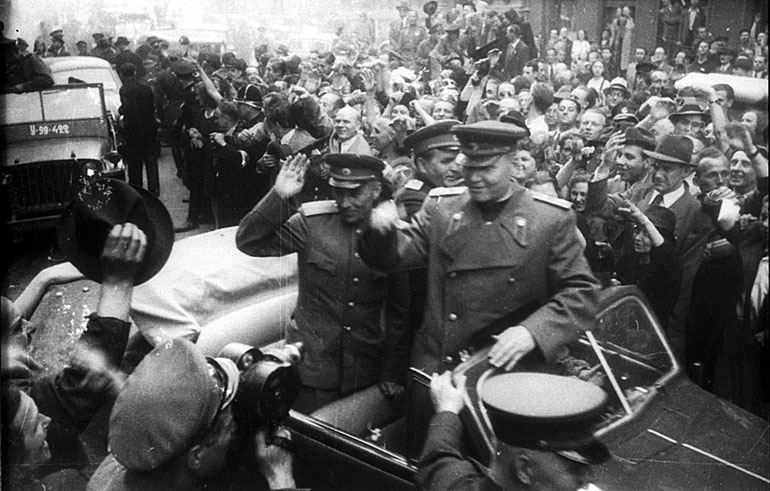
Pražané vítají Rudou armádu 9. května 1945

Po skončení války v květnu 1945 bylo Československo obnoveno, ale bez území Podkarpatské Rusi, které bylo připojeno k sovětské Ukrajině v rámci expanze SSSR na západ. Varianta, že by Československo bylo obnoveno v rámci federace Československa, Rakouska a Polska, byla Edvardem Benešem odmítnuta už v roce 1942.
Na základě dohod z postupimské konference bylo k 1. listopadu 1946 odsunuto nebo vysídleno 2 232 544 obyvatel německé národnosti (v roce 1947 došlo k odsunu dalších 80 000 českých Němců).[zdroj?] Protože postupimská konference zároveň odmítla schválit podobný postup i v případě občanů maďarské národnosti, uzavřela československá vláda s maďarskou vládou dohodu o výměně obyvatelstva, při které se jakýkoliv příslušník slovenské menšiny v Maďarsku mohl přestěhovat do ČSR a za něj byl vystěhován do Maďarska jeden příslušník maďarské menšiny na Slovensku. Na základě této dohody bylo přesídleno do Maďarska 90 000 slovenských Maďarů.
Samostatnost poválečné ČSR byla oslabena.[zdroj?] Již tehdy se v československé politice začala prosazovat závislost na Sovětském svazu, připravovaná Komunistickou stranou Československa (KSČ) za války v Moskvě. Už v roce 1945 došlo ke znárodnění většiny československého průmyslu na základě Benešových dekretů, které byly později prohlášeny za zákony. Znárodněný majetek se stal státním majetkem na základě Ústavy z roku 1948.
V květnu 1946 se konaly první poválečné parlamentní volby, které vyhrála v českých zemích se ziskem 40 % hlasů Komunistická strana Československa. Vytěžila nejen maximum z poválečného růstu popularity levice a Sovětského svazu jako vítěze nad nacismem, ale díky slibům další pozemkové reformy získala většinu hlasů venkovského obyvatelstva. Zato na Slovensku jasně zvítězila Demokratická strana s 62 % hlasů a komunisté jich dostali jen 30 %, ale i přes tento neúspěch získali komunisté společně 38 % hlasů a stali se nejsilnější stranou v zemi. Výsledek voleb se odrazil ve složení vlády. Komunisté si podrželi nejen vlivná místa na ministerstvech vnitra, informací a zemědělství, ale získali i křeslo předsedy vlády, do něhož usedl předseda strany Klement Gottwald. Ministrem obrany se stal generál Ludvík Svoboda, dle některých historiků tajný člen KSČ, který navenek vystupoval jako nestraník.
V únoru 1948 vyvrcholila vládní krize ve spojení s Hradeckým programem KSČ. Program požadoval další znárodňování a rozparcelování statků nad 50 ha. Komunisté také dále pronikali na významná místa v silových složkách (8 členů vedení SNB bylo nahrazeno komunisty). Proti členům nekomunistických stran byly ze strany členů KSČ podnikány protiprávní akce na základě křivých udání. Většina nekomunistických ministrů podala 20. února demisi. Jan Masaryk a Ludvík Svoboda zůstali ve vládě. Pokud odstoupivší předpokládali, že prezident Beneš demisi nepřijme, nebo jmenuje novou úřednickou vládu, nestalo se tak. Prezident Beneš 25. února demisi přijal. Komunisté před tím vyvíjeli na prezidenta silný nátlak organizováním demonstrací, stávek a vyzbrojováním Lidových milicí. Byla sestavena nová vláda Národní fronty v čele s Klementem Gottwaldem. Jediný nekomunistický ministr v této vládě Jan Masaryk zemřel za nevyjasněných okolností.

### Komunistický režim 1948–1989

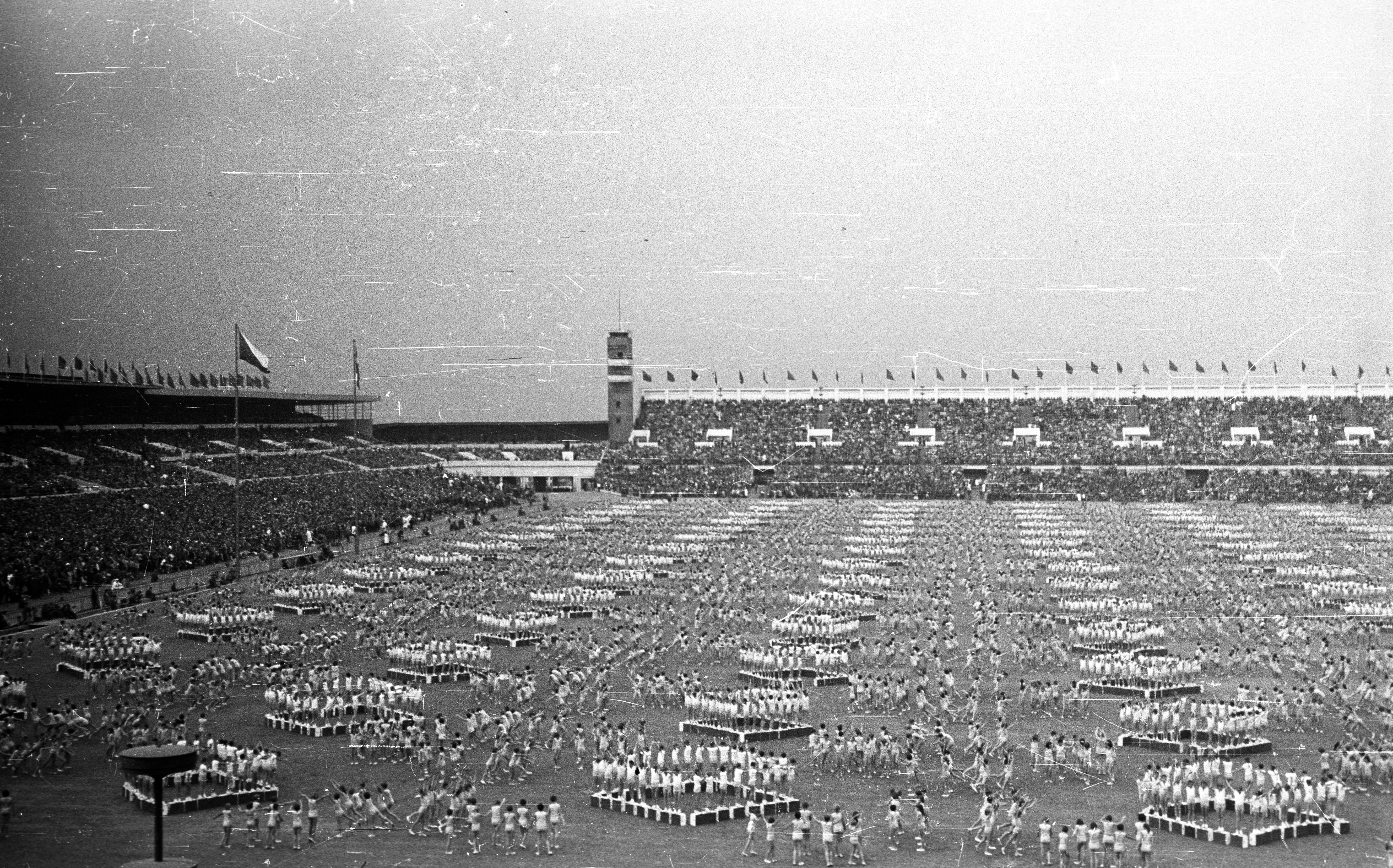
Spartakiáda v roce 1965

Československo po roce 1969

Komunistický převrat, dovršený 25. února 1948, vedl k převzetí veškeré moci KSČ a k jednomu z totalitních režimů bývalé zájmové sféry Sovětského svazu. Tento den byl jako „Vítězný Únor“ následně jako významný den režimem oslavován až do roku 1989. Už v dubnu 1948 komunisté znárodnili podniky nad 50 zaměstnanců, čímž znárodnění průmyslu dosáhlo 95%. Také rozdělili statky nad 50 ha. Vydali zákon o všeobecném zdravotním pojištění a provedli reformu školství. Individuální útlak, propouštění ze zaměstnání, odebírání bydlení a pozemků byl vyvozován i vůči těm, jimž byl nabídnut vstup do KSČ nebo přestup z jiné politické strany, když odmítli, útlak byl rozšiřován i na rodinné příslušníky a potomky (zabránění ve studiu, nedobrovolné nasazování lidí do výroby na základě rozhodnutí stranických orgánů KSČ na Národních výborech, nepřijetí nebo ztráta zaměstnání, odnímání potřebného majetku zejména soukromníkům-živnostníkům), neblahé dopady se v rodinném potomstvu táhly i po roce 1989 (nemožnost rehabilitace, když protiprávní jednání komunistů nemělo oporu v žádném rozsudku, předpojatost v restitučních sporech, když ze soudů po roce 1989 neodešli příslušníci KSČ, nepodložené osočování z nacismu a nepřátelství k socialistickému zřízení apod.) KSČ si takto upevňovala a rozšiřovala moc a likvidovala nedemokraticky jiné politické strany.
9. května 1948 bylo Československo prohlášeno lidově demokratickou republikou, na což již nemocný a psychicky deptaný prezident Edvard Beneš reagoval svou abdikací, když předtím odmítl podepsat takzvanou „Ústavu devátého května“. Prezidentem se tak stal komunista Klement Gottwald. Edvard Beneš skonal v Sezimově Ústí 3. září 1948 ve věku 64 let.
V září 1948 byl schválen Zákon o táborech nucené práce, načež byly zřízeny tábory nucené práce při uranových dolech (Vojna u Příbrami, Rovnost, Svornost, Bratrství u Jáchymova). 10. října byl vyhlášen Zákon na ochranu lidově demokratické republiky. Byly též zřízeny armádní pomocné technické prapory pro politicky nespolehlivé jedince jako kulaky, kněží, západní letce atd., kteří nesměli sloužit se zbraní. Odhaduje se, že jimi prošlo asi 22 tisíc lidí. Režim plánovitě likvidoval své politické odpůrce, náboženské představitele a nekomunistickou inteligenci, snažil se omezit vyšší vzdělání na politicky spolehlivé jedince.
K velkým změnám došlo také v hospodářství, které bylo budováno centrálně podle sovětského vzoru. Důraz byl kladen na těžký průmysl a to hlavně zbrojní. Začala industrializace Slovenska. V roce 1949 byla vyhlášena 1. pětiletka, která znamenala rozvoj těžkého průmyslu na úkor spotřebního, byl také vydán zákon o JZD a začala násilná kolektivizace.
Po roce 1948 odešla druhá vlna emigrace. Režim konsolidoval svou moc vykonstruovanými procesy, popravami (vraždami), vězněním a vládou strachu. Druhá vlna znárodnění a kolektivizace převedla další majetky do rukou vznikající „nové třídy“.
Prakticky všechny odbojové skupiny, kromě bratří Mašínů, byly i v náznaku likvidovány. Dne 5. listopadu 1949 byly vykonány rovněž tresty smrti nad představiteli skupin nestraníků Vratislavem Polesným, Vratislavem Jandou, Josefem Charvátem, Emanuelem Čančíkem, Květoslavem Prokešem a Jaroslavem Borkovcem (bratr prvního vyšetřovatele kauzy Jana Masaryka JUDr. Zdeňka Borkovce, jemuž byl případ odejmut a předán StB) odsouzenými v souvislosti s přípravou údajného květnového protikomunistického povstání 1949 a následovaly další justiční vraždy, při nichž byla zneužívána i veřejná média a stranické orgány v podnicích k vyvolávání davové psychózy na podporu rozsudků trestů smrti ve vykonstruovaných politických procesech, vycházejících z křivých obvinění, čímž si centrální vedení KSČ i jejich příslušníci na Národních výborech všech úrovní i ve Vojenském ústavu upevňovali totalitní moc a šířili strach ze svobodného projevu názoru.
Počátkem března 1953 zemřel sovětský vůdce Josif Vissarionovič Stalin a nové vedení v SSSR v čele s Nikitou Sergejevičem Chruščovem zanedlouho odsoudilo kult Stalinovy osobnosti. Ve stejném roce zemřel (bezprostředně po návratu ze Stalinova pohřbu) i Klement Gottwald a novým prezidentem byl zvolen Antonín Zápotocký. Uvedl se neblahou měnovou reformou s následnými krvavě potlačovanými nepokoji a protesty, zejména v Plzni, kde byla jako odveta za tyto protesty odstraněna i socha T. G. Masaryka. Antonín Zápotocký zemřel v roce 1957, místo něj nastoupil tehdejší první tajemník strany Antonín Novotný. Za něho pokračovaly, ale pomalu již ustávaly popravy z politických důvodů. Posledním takto popraveným byl dle údajů ÚDV Vladivoj Tomek dne 17. listopadu 1960, který byl nicméně k trestu smrti odsouzen za více trestných činů, mimo jiné i vraždu. Krátce předtím byl formálně dovršen socialismus a dne 11. července 1960  byl změněn název republiky na Československá socialistická republika (zkratka ČSSR).

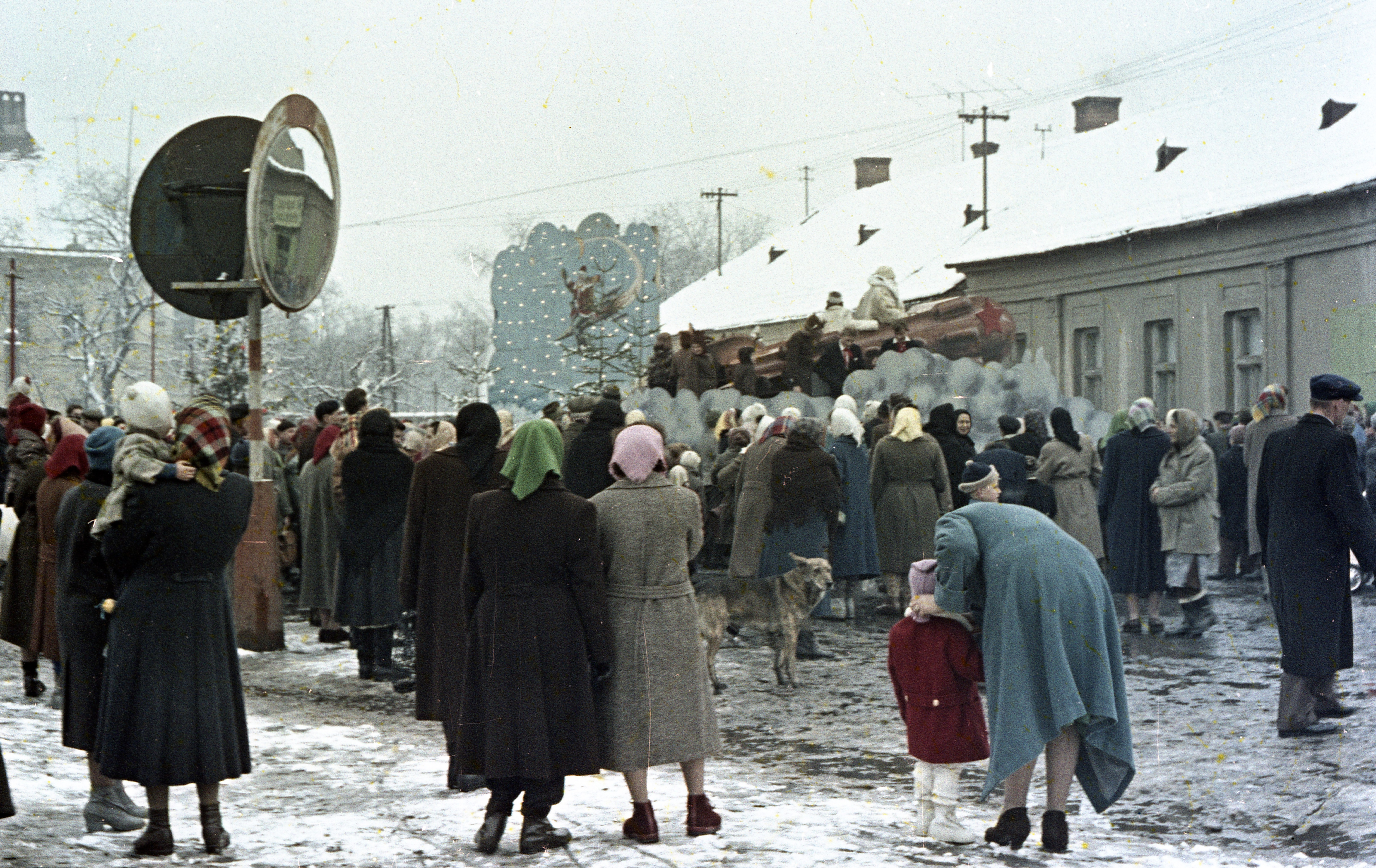
Fiľakovo na Slovensku v roce 1962

Hospodářská krize systému se projevila nutností zrušit 3. pětiletku v roce 1963.
Krátké období tání v Sovětském svazu v polovině šedesátých let vedlo i k uvolnění v tehdejší ČSSR a k pražskému jaru v roce 1968, kdy se Antonín Novotný vzdal prezidentské i stranické funkce. Prezidentem se stal po krátké době Ludvík Svoboda. Naděje na „socialismus s lidskou tváří“ byly na rozkaz Moskvy rázně ukončeny invazí států Varšavské smlouvy, oficiálně nazvanou „bratrská internacionální pomoc“, ve středu 21. srpna 1968. Přes spontánní odpor obyvatelstva tehdejší českoslovenští politici (Alexander Dubček a většina dalších), po odvlečení do Moskvy, ustoupili nátlaku a okupaci schválili.
K 1. lednu 1969 bylo Československo přeměněno na federaci dvou formálně suverénních národních států, České socialistické republiky a Slovenské socialistické republiky, se zachováním souhrnného názvu Československá socialistická republika.
V době po roce 1968, zejména v roce 1969 nastala třetí vlna emigrace z Československa. Na protest proti pasivitě obyvatelstva při počínající normalizaci obětovali svůj život 16. ledna 1969 Jan Palach a 25. února 1969 Jan Zajíc. S nástupem Gustáva Husáka do čela KSČ, který na pokyn z Moskvy vystřídal Alexandra Dubčeka, nastalo definitivně období utužení režimu, normalizace. Následující dvě desetiletí jsou označována za vládu „šedé zóny“, vládu konformismu a „reálný socialismus“ (lidově tzv. „socialismus s husí kůží“). Ideologicky nepohodlní lidé byli v té době opět odstraňováni z významných míst a stát dál ztrácel schopné lidi. Petiční akce Charta 77 poukazovala na porušování lidských práv v ČSSR, což vyvolalo ostrou reakci ze strany příslušníků KSČ, a k utužování režimu i za pomoci soudů a psychiatrie. První obětí režimního potlačování této (plně v mezích tehdejších zákonů vedené) akce se stal již v březnu 1977 český filozof Jan Patočka, poslední Pavel Wonka, který 26. dubna 1988 za nejasných okolností zemřel ve vězení.
Mezi oběti normalizace lze počítat i církevní představitele, kteří zemřeli po výslechu StB či komunistickými církevními tajemníky (např. českobudějovický biskup Josef Hlouch v roce 1972, či litoměřický biskup kardinál Štěpán Trochta roku 1974, rok poté, co s kardinálem Tomáškem organizoval velkolepé oslavy tisíciletí založení pražského biskupství).
Policejní represe zahrnující nevybíravé metody získávání spolupracovníků tajné Státní bezpečnosti a zřejmě i policejní vraždy inscenované jako sebevraždy (např. Přemysl Coufal, Pavel Švanda) nebo nehody (Luboš Holeček, spolužák Jana Palacha) byly mírnější a méně časté než v padesátých letech, byly zároveň dobře utajeny a nedávány na odiv jako výstraha v letech padesátých.

Spartakiádní průvod po Letenské pláni v roce 1980

V sedmdesátých letech rostl hrubý domácí produkt tempem o 6–11 % každý rok a republika zažila ekonomický boom: dílčí restrukturalizace konce 60. let, levné suroviny ze SSSR a neefektivně a neodborně řízený vývoz do zemí RVHP i setrvačnost v domácím průmyslu podléhajícímu většinou neodbornému manažerskému řízení absolventy Vysoké školy ekonomické v Praze, kteří byli dosazováni na základě stranického rozhodování KSČ, vedla k chybnému rozhodování, k technickému zaostávání většiny podniků, k zvyšování nákladů na řízení, ke znemožňování rozvoje lehkého průmyslu a aplikaci nových vědeckých poznatků do výroby, ke znemožňování změn v zaměření průmyslu a k potlačování decentralizovaného vědeckého výzkumu s využitím poznatků z praxe, k zaostávání výzkumu vlastních přírodních zdrojů. Nadále probíhala industrializace Slovenska, dál byl budován převážně těžký průmysl, dálniční síť, Pražské metro a panelová sídliště, u nichž nebylo počítáno s možnostmi soukromého podnikání. Rozvoj skončil na začátku 80. let, kdy se v ČSSR se zpožděním projevil ropný šok – ČSSR totiž platila za dodávky ropy pětileté průměrné tržní světové ceny. Následovala částečná krize hospodářství, vyvolaná centrálním direktivním řízením ekonomiky s mnoha redundantními rozhodovacími úrovněmi (závod – podnik – koncern – VHJ – resortní ministerstvo a jejich paralelní struktura v KSČ), kdy mnohým podnikům chyběly peníze (zvláště přídělové devizy) na stavební a strojní investice – oproti tomu však byl režimem podporován rozvoj výpočetní techniky v rámci podniků i škol, avšak s velmi omezenými finančními prostředky. Průmysl zůstával málo efektivní a (zejména těžký průmysl) výrazně poškozoval životní prostředí v severních Čechách a na severní Moravě. Relativní životní úroveň obyvatelstva se ve srovnání se západní Evropou dál postupně snižovala. Koncem 80. let proběhla (jen částečně úspěšná) snaha o ekonomickou restrukturalizaci, kdy byly centralizované národní podniky ve dvou vlnách převedeny na formu státních podniků, které podléhaly resortním ministerstvům, kdy však v každém podniku i na ministerstvech i v ústavech a organizacích i v úřadech byla zřízena kádrová oddělení, vedená spolehlivými příslušníky KSČ, kteří rozhodovali o přijetí nových zaměstnanců, sbírali názory a informace o aktivitách nestraníků i ze soukromí, iniciovalo sankce vůči zaměstnancům - nestraníkům nebo řízení před kárnými komisemi a propouštění nestraníků i na základě smyšlených domněnek. Za jejich pomoci byly ze strany vedení KSČ také podávány a schvalovány návrhy na obsazování funkcí ředitelů a náměstků ve všech podnicích, takže se nejednalo o svobodnou volbu vedení zaměstnanci podniku ani ve státních podnicích, pouze o schvalování těch lidí, které si přálo mít v čele vedení KSČ.
V roce 1980 došlo málem k invazi Československé lidové armády společně s jednotkami Německé demokratické republiky a Sovětského svazu do Polska za účelem násilného potlačení vlny stávek dělníků.[zdroj?]
Po uvolnění poměrů uvnitř Sovětského svazu a prosazení perestrojky v druhé polovině osmdesátých let zůstávala ČSSR jedním z posledních států pod totalitním vedením komunistů. Změnu přinesly až události v listopadu 1989, po nepřiměřeném, brutálním zásahu ozbrojených bezpečnostních složek proti studentskému pochodu 17. listopadu 1989. Během několika hodin bylo zorganizováno hnutí (zprvu jen pražských) herců a vysokoškolských studentů, následovalo založení Občanského fóra a řada stávek či demonstrací po celé republice – ať už živelných nebo organizovaných. Sympatie veřejnosti si v té době získal pragmatický předseda komunistické federální vlády Ladislav Adamec, který začal jednat s představiteli OF o jejich požadavcích. Poté, co na veřejném shromáždění na pražské Letné 26. listopadu odsoudil připravovanou generální stávku, však byl vypískán a 3. prosince rezignoval na funkci. 10. prosince byla jmenována první vláda Mariána Čalfy (tzv. Vláda národního porozumění), následovala abdikace prezidenta Gustáva Husáka téhož dne, odvolání řady poslanců Federálního shromáždění, kooptace nových poslanců od 28. prosince a zvolení Alexandra Dubčeka předsedou Federálního shromáždění. Nejviditelnějším symbolem změn byla volba nového prezidenta ČSSR, kterým byl dne 29. prosince 1989 zvolen jednomyslně Václav Havel.

### Československo (1990–1992)
1. března 1990 došlo k přejmenování Slovenské socialistické republiky na Slovenskou republiku (SR), 6. března 1990 pak došlo i k přejmenování České socialistické republiky na Českou republiku (ČR). 29. března 1990 následovalo přejmenování Československé socialistické republiky na Československou federativní republiku, 23. dubna 1990 však došlo k definitivnímu přejmenování na Česká a Slovenská Federativní Republika. Československo zaniklo k 31. prosinci 1992. Od 1. ledna 1993 existují Česká republika a Slovenská republika jako dva samostatné a na sobě zcela nezávislé státy.

## Obyvatelstvo

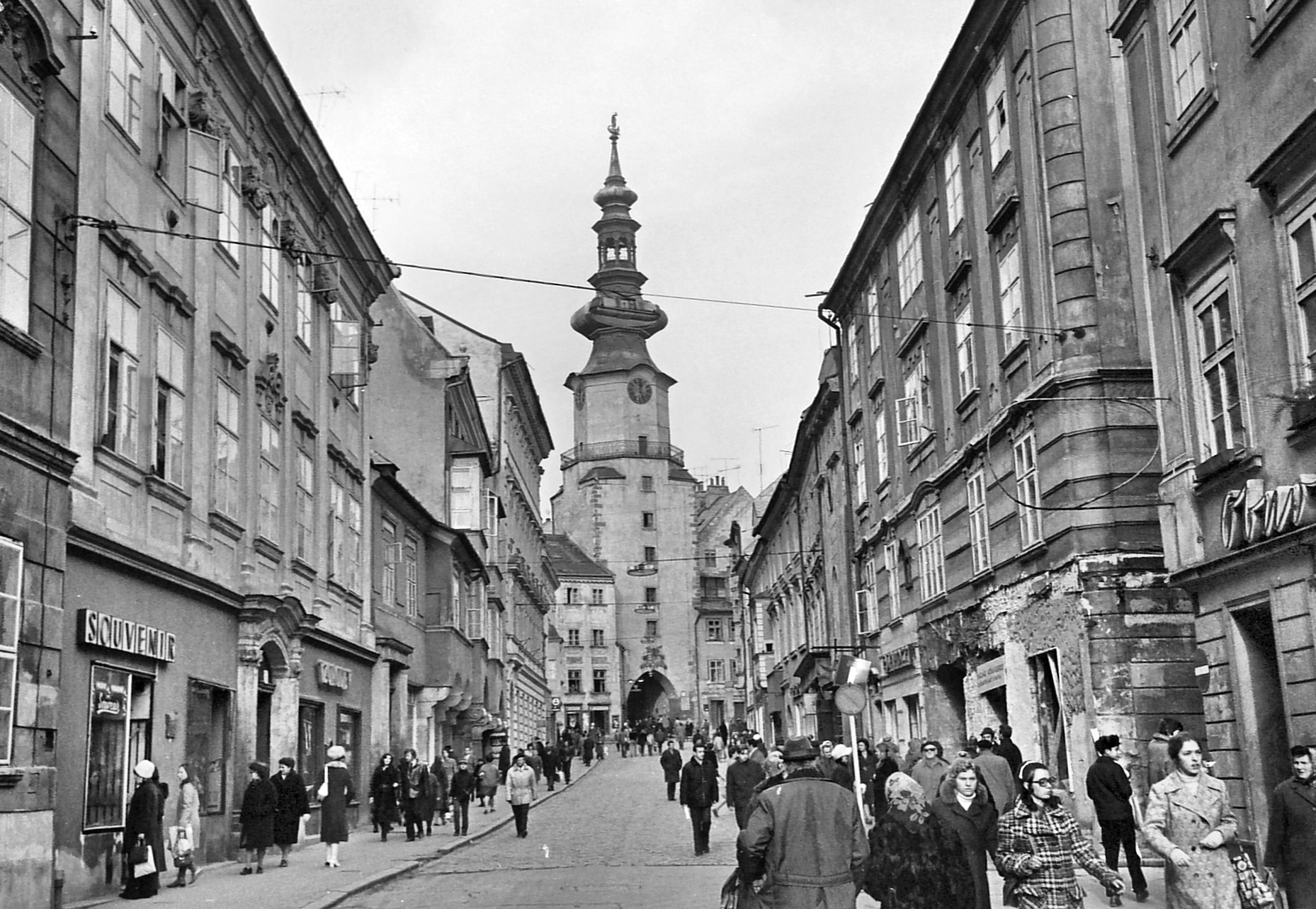
Bratislava v roce 1973

Populace Československa za dobu jeho existence vzrostla ze 13,6 milionu v roce 1921 na 15,6 milionu v roce 1991. Z etnického hlediska tvořili populaci První republiky v roce 1921 z 50 % Češi následovaní Slováky s 15 %; oficiálně žilo v ČSR 64,37 % Čechoslováků. Sudetští a Karpatští Němci se na obyvatelstvu podíleli s 23 %, Maďaři zhruba s 5,5 % a Rusíni se 3,4 %. Dále žili v Československu etničtí Poláci (0,6 %), Židé (1,3 %), Romové a různí cizí státní příslušníci (1,8 %).
Po druhé světové válce se etnické složení československého obyvatelstva v důsledku vysídlení Němců a části Maďarů a také ztráty Podkarpatské Rusi ve prospěch SSSR podstatně změnilo.
Přirozený přírůstek obyvatelstva dosahoval v roce 1985 2,7 % a 1,7 % v roce 1990, postupně tedy klesal.

### Náboženství
V Československu v době vzniku samostatného státu převládalo římskokatolické náboženství, které přestalo být státním náboženstvím. Volání po reformě katolické církve vyústilo v lednu 1920 v založení Církve československé. Po jejím založení do ní během prvního roku přešlo zhruba 500 000 věřících. Odchod věřících z katolické církve pokračoval a to nejen přestupem do jiných církví, mimo Československé církve šlo hlavně o Českobratrskou církev evangelickou, mnozí však vystoupili z církve úplně. Katolickou církev tak do roku 1921 celkem opustilo 1,4 milionu věřících. Tento trend byl významnější v Čechách, méně už na Moravě a na Slovensku. S připojením Podkarpatské Rusi k Československu a s návratem československých legií z Ruska se rozšířil vliv pravoslaví. Odliv věřících převážně od Římskokatolické církve se následně zpomalil a to také díky uzavření smlouvy se Svatým stolcem v roce 1929. Podle sčítání lidu v roce 1950 se k nějaké církvi přihlásilo celkem 93,9 % obyvatel, v té době však již začal tlak ze strany komunistické strany na potlačení vlivu náboženství. Toho se postupně dařilo dosahovat zrušením výuky náboženství ve školách a omezením svěcení kněží. Prosazován byl ateismus, což se za 40 let podařilo, jelikož se jako věřící krátce před zánikem Československa hlásilo už jen necelých 44 % obyvatel.[zdroj?] Po celou dobu existence státu byla nejrozšířenější příslušnost ke katolické církvi, a to přes 80 % z celkového počtu věřících.

### Vzdělání
Vzdělání bylo zdarma na všech úrovních a povinné od 6 do 15 let. Převážná většina populace byla gramotná. Existoval vysoce rozvinutý systém učňovského vzdělávání a učilišť doplňujících všeobecné střední školy a vysoké školy. Výuka probíhala podle školy jak v češtině a slovenštině, tak v jazycích národnostních menšin, hlavně v němčině (do odsunu německého obyvatelstva v letech 1945–1946) a v maďarštině.

### Zdraví, sociální péče a bydlení
Po druhé světové válce byla všem občanům k dispozici bezplatná zdravotní péče. Národní zdravotní plánování zdůrazňovalo preventivní medicínu; továrny a místní zdravotní střediska doplňovaly nemocnice a další lůžková zařízení. V roce 1955 bylo v Československu 204 nemocnic, z toho 64 nemocnic na Slovensku. V šedesátých a sedmdesátých letech došlo k podstatnému zlepšení zdravotní péče na venkově.

## Ekonomika
Před druhou světovou válkou byla ekonomika zhruba čtvrtá ve všech průmyslových zemích v Evropě. Stát byl založen na silné ekonomice, výrobě automobilů (Škoda, Tatra), tramvají, letadel (Aero, Avia), lodí, lodních motorů (Škoda / ČKD), kanónů, obuvi (Baťa), turbín, zbraní (Zbrojovka Brno). České země byly do r. 1918 průmyslovou dílnou rakousko-uherské říše a vyspělý průmysl zde byl rozvíjen i po vzniku Československa. Slovenské země se více spoléhaly na zemědělství.
Po druhé světové válce byla ekonomika centrálně plánována, s velitelskými vazbami řízenými komunistickou stranou, podobně jako v Sovětském svazu. Velký metalurgický průmysl byl závislý na dovozu železných a neželezných rud.
- Průmysl: V tomto odvětví dominoval těžební průmysl a zpracovatelský průmysl, včetně strojů, chemikálií, zpracování potravin, metalurgie a textilu. Toto odvětví bylo nehospodárné v používání energie, materiálů a pracovních sil a pomalu zdokonalovalo technologie, ale země byla hlavním dodavatelem vysoce kvalitních strojů, nástrojů, elektroniky, letadel, leteckých motorů a zbraní do dalších socialistických zemí.
- Zemědělství: Zemědělství bylo malým odvětvím, ale kolektivizované farmy o velké výměře a relativně účinném způsobu výroby umožnily zemi být relativně soběstačnou v zásobování potravinami. V letech nepříznivého počasí země závisela na dovozu obilí (zejména u krmiv pro hospodářská zvířata). Produkce masa byla omezena nedostatkem krmiva, ale země stále zaznamenávala vysokou spotřebu masa na obyvatele.
- Zahraniční obchod: Vývoz byl v roce 1985 odhadován na 17,8 miliard USD. Vývoz tvořily stroje (55%), pohonné hmoty a materiály (14%) a spotřební zboží (16%). V roce 1985 činil odhadovaný dovoz 17,9 miliard USD, včetně paliv a materiálů (41%), strojů (33%) a zemědělských a lesnických produktů (12%). V roce 1986 bylo asi 80% zahraničního obchodu s ostatními socialistickými zeměmi.
- Směnný kurz: Oficiální nebo komerční, kurz byl 5,4 Kč za 1 USD v roce 1987. Turistický nebo nekomerční, kurz 10,5 Kč za 1 USD. Ani jedna sazba neodrážela kupní sílu. Směnný kurz na černém trhu se pohyboval kolem 30 Kč za 1 USD, což se stalo oficiálním kurzem, jakmile se měna na počátku 90. let stala směnitelnou.
- Fiskální politika: Ve většině případů byl výlučným vlastníkem výrobních prostředků stát. Hlavním zdrojem příjmů byly příjmy od státních podniků, po nichž následovala daň z obratu. Vláda vynakládala značné prostředky na sociální programy, dotace a investice. Rozpočet byl obvykle vyrovnaný nebo zanechal malý přebytek.

## Doprava

### Silniční doprava
První plán vytvořit dálnici vznikl v roce 1935, kdy se i začalo s budováním. Existovaly dva základní plány – prvním byla trasa Plzeň-Košice, druhá pak Cheb – Chrust. V roce 1938 však Československo přišlo o velkou část území a plány musely být přepracovány. V roce 1967 byla zahájena výstavba dálnice D1 – byla dostavěna roku 1980. První její úsek byl otevřen roku 1971.

### Železniční doprava
Po vzniku Československa muselo být zlepšeno železniční spojení Česka se Slovenskem a s Podkarpatskou Rusí. Železniční tratě v Česku byly orientovány směrem k Vídni, kdežto slovenské a podkarpatskoruské tratě byly orientovány směrem k Budapešti. Dne 2. května 1937 byla uvedena do provozu železniční trať spojující Horní Lideč a Púchov, která se nazývá železnice gen. M. R. Štefánika nebo dráha československé vzájemnosti.

### Letecká doprava
Dne 6. října 1923 byly československou vládou založeny Československé státní aerolinie (ČSA). Jejich domovským letištěm bylo Letiště Praha-Kbely. 29. října 1923 se uskutečnil první dálkový let z Prahy do Bratislavy. V roce 1924 byla trasa spojení prodloužena až na Letiště Košice.

## Hromadné sdělovací prostředky

### Noviny
V době mezi světovými válkami československá demokracie a liberalismus usnadnily podmínky pro vydávání noviny. Nejvýznamnějšími deníky v těchto dobách byly Lidové noviny, Národní listy, Český deník a Československá republika.

### Rozhlas
Pravidelné rozhlasové vysílání společnosti Radiojournal v Československu bylo zahájeno 18. května 1923 ve 20.15 hod. z provizorního studia v blízkosti letiště Kbely u Prahy. Československo se tak po Velké Británii a její BBC, která vznikla roku 1922, stalo druhou evropskou zemí, kde začal veřejně a pravidelně rozhlas vysílat.

### Televize
První přímý televizní přenos v Československu proběhl dne 4. července 1948. Pravidelné veřejné televizní vysílání v Československu začalo dne 1. května 1953.

### Cenzura
Během komunistické vlády byly hromadné sdělovací prostředky v Československu ovládány komunistickou stranou. Soukromé vlastnictví jakékoli publikace nebo agentury hromadných sdělovacích prostředků bylo obecně zakázáno, ačkoli církve a jiné organizace vydávaly malá periodika a noviny. I přes tento informační monopol v rukou organizací pod kontrolou KSČ byly všechny publikace přezkoumány vládním Úřadem pro tisk a informací.

## Kultura
V roce 1920 bylo založeno Slovenské národní divadlo. Československý státní soubor písní a tanců (1947–1991) byl složen jak z českých, tak ze slovenských účinkujících.

## Sport
Československý národní fotbalový tým byl na mezinárodní scéně stálým hráčem. Osm vystoupení ve finále mistrovství světa FIFA skončil na druhém místě v letech 1934 a 1962. Tým vyhrál také mistrovství Evropy ve fotbale v roce 1976, na třetím místě v roce 1980 a vyhrál olympijské zlato v roce 1980.
Fotbalisté Pavel Nedvěd, Antonín Panenka, Milan Baroš, Tomáš Rosický, Vladimír Šmicer nebo Petr Čech se narodili v Československu.
Kód Mezinárodního olympijského výboru pro Československo je TCH, který se stále používá v historických seznamech výsledků.
Československý národní hokejový tým získal mnoho medailí z mistrovství světa a olympijských her. Peter Šťastný, Jaromír Jágr, Dominik Hašek, Peter Bondra, Petr Klíma, Marián Gáborík, Marián Hossa, Miroslav Šatan a Pavol Demitra pocházejí z Československa.
Emil Zátopek, vítěz čtyř zlatých olympijských medailí v atletice, je považován za jednoho z nejlepších sportovců československé historie.
Věra Čáslavská byla zlatou olympijskou medailistkou v gymnastice a získala sedm zlatých medailí a čtyři stříbrné medaile. Reprezentovala Československo na třech po sobě jdoucích olympijských hrách.
V Československu se narodilo několik uznávaných profesionálních tenistů, jako jsou Jaroslav Drobný, Ivan Lendl, Jan Kodeš, Miloslav Mečíř, Hana Mandlíková, Martina Hingisová, Martina Navrátilová, Jana Novotná, Petra Kvitová a Daniela Hantuchová.